# Andradina

Vị trí Andradina trong bang São Paulo

Andradina là một đô thị ở bang São Paulo, Brasil. Andradina có dân số (năm 2007) là 54.753 người, diện tích là 960,095 km², mật độ dân số 59,6 người/km². Andradina nằm ở độ cao 405 m, cách thủ phủ bang São Paulo 641 km. Đô thị này nằm ở khu vực khí hậu cận nhiệt đới. Theo điều tra năm 2000, Andradina này có:
- Tổng dân số 55.161 người, trong đó, dân số thành thị: 50.836, nông thôn: 4325 người.
- Nam giới: 27.199, nữ giới: 27.962 người.
- Mật độ dân số 57,45 người/km².
- Tuổi thọ: 70,77 năm.
- Tỷ lệ trẻ dưới 1 tuổi tử vong (trên 1 triệu): 16,72
- Tỷ lệ biết đọc biết viết: 90,55% dân số.
- Chỉ số phát triển con người: 0,798
- Tỷ lệ sinh (trẻ/bà mẹ): 1,98

Đô thị này giáp các đô thị: Nova Independência, Castilho, Itapura, Pereira Barreto, Guaraçaí, Murutinga do Sul và Ilha Solteira.